# Marek Hołda
Marek Hołda (ur. 25 kwietnia 1956 w Miechowie) – polski malarz, rysownik, ilustrator i publicysta.

## Edukacja i praca zawodowa
We wczesnych latach szkolnych kształcił się pod okiem Romana Breitenwalda. Ukończył Liceum Ogólnokształcące im. Tadeusza Kościuszki w Miechowie. W latach 1975–1982 studiował na Politechnice Wrocławskiej i Krakowskiej. Od 1980 roku rozpoczął pracę twórczą w zakresie malarstwa, którą zawodowo łączył ze swoją drugą pasją – jeździectwem. W latach 1998–2012 pracował jako instruktor jazdy konnej w Stadninach Koni Udórz, Moszna i Prudnik. Jednocześnie pracował jako ilustrator i publicysta dla magazynów hipologicznych “Świat Koni” oraz “Hodowca i Jeździec”, natomiast w czasopismach „Gazeta Miechowska” oraz „Ziemia Miechowska” zamieszczał artykuły i rysunki dotyczące jego rodzinnej miejscowości.

## Twórczość
Równolegle kontynuował pracę twórczą uczestnicząc m.in. w kilkudziesięciu międzynarodowych plenerach malarskich takich jak „Barwy Małopolski” organizowanym przez Biuro Wystaw Artystycznych „U Jaksy” w Miechowie, „Sztuka bez granic” w Domu Pracy Twórczej „Reymontówka” w Chlewiskach, “Malarze i Rycerze” w Ośrodku Jeździeckim Furioso w Starych Żukowicach, „Nida Art” na Litwie, a także na Słowacji, Ukrainie i w Holandii.
W swej karierze zrealizował dwadzieścia wystaw indywidualnych, uczestniczył też w kilkudziesięciu wystawach zbiorowych. Prace Marka Hołdy znajdują się w zbiorach prywatnych i muzeach w Polsce, Stanach Zjednoczonych Ameryki, Niemczech, Holandii, Francji, Wielkiej Brytanii oraz Izraelu.
Malarstwo Marka Hołdy tworzy krąg kilku tematów.
Pierwszy z nich to cykl obrazów historycznych i rodzajowych, związanych na ogół z lokalną historią, malowany z widocznym sentymentem do realiów historycznych, detali, mundurów, broni, końskich zaprzęgów, pejzażu dawnej wsi i miasteczek, klimatów, w których żył i się wychował (U wodopoju, Ostatni jarmark, Przed synagogą w Miechowie, Kuźnia w Pojałowicach, Podjazd – wiosna 1863). Cykl Bitwa miechowska jest częścią stałej ekspozycji w Muzeum Ziemi Miechowskiej.
W swych plenerowych dziełach tworzy nastrojowe, często odrealnione pejzaże, epickie krajobrazy o rozleglej przestrzeni, a także kameralne motywy inspirowane rodzimą przyrodą (Obłok, Nemunas, Droga do Reymontówki, Miechów z oddali, Czajki).
Główny nurt twórczości Marka Hołdy stanowią prace o złożonej, symboliczno – narracyjnej strukturze i poetyckim, onirycznym klimacie, odwołujące się do historii, wspomnień, ale też i do wydarzeń współczesnych (Aquamanda, Miechów – À rebours, Zawodzie – Niebieski Młyn, Zaczarowana dorożka, Ulica siedmiu ptaków, Wędrówka – Podlasie).
Jest członkiem grupy artystycznej “Equitas Equitatum” skupiającej artystów, których twórczość związana jest z końmi.
Mieszka i tworzy w Łodzi.
Jest bratem grafika i malarza Zbigniewa Hołdy (ur. 1958) i bratankiem poety, prozaika i reportażysty Edwarda Hołdy (1924- 2016).

## Wystawy indywidualne
- 1994 – Miechowski Dom Kultury, Miechów
- 1999 – Biuro Wystaw Artystycznych „U Jaksy”, Miechów
- 2000 – Hotel Pollera, Kraków
- 2005 – Miechowski Dom Kultury, Miechów
- 2005 – Galeria „Format”, Bolesławiec (z Katarzyną Wiszowaty – fotografia)
- 2006 – Art Cup, Jeździeckie Mistrzostwa Gwiazd, Ludowy Klub Jeździecki Lewada, Zakrzów k. Kędzierzyna-Koźla (z Katarzyną Wiszowaty – fotografia)
- 2006 – Muzeum Ziemi Prudnickiej, Prudnik (z Katarzyną Wiszowaty – fotografia)
- 2007 – Farma „Sielanka” (Mistrzostwa Świata w Powożeniu Zaprzęgami Parokonnymi), Warka (z Katarzyną Wiszowaty – fotografia)
- 2012 – „Baśnie i legendy ziemi miechowskiej”, Powiatowa i Miejska Biblioteka Publiczna, Miechów
- 2013 – „Marek Hołda – Baśnie i pejzaże”, Galeria Sztuki „Stara Praga”, Warszawa
- 2013 – „Baśnie i pejzaże”, Dworek Laszczyków, Muzeum Wsi Kieleckiej, Kielce (z Barbarą Chorążek)
- 2013 – „W stuleciebitwy miechowskiej 1863”, Muzeum Ziemi Miechowskie], Miechów
- 2014 – „Nova Galeria”, Malborskie Centrum Kultury i Edukacji, Malbork
- 2016 – Art Cup, Jeździeckie Mistrzostwa Gwiazd, Ludowy Klub Jeździecki Lewada, Zakrzów k. Kędzierzyna-Koźla
- 2018 – „Dwa światy”, Dworek Laszczyków, Muzeum Wsi Kieleckiej, Kielce (ze Zbigniewem Hołdą)
- 2018 – Festiwal „Gadafest”, wystawa „Aquamanda”, Muzeum Ziemi Miechowskiej, Miechów
- 2020 – Galeria Teatralna Centrum Kultury i Sztuki, Siedlce
- 2021 – Galeria Sztuki Współczesnej, Biuro Wystaw Artystycznych, Olkusz
- 2021 – 2M Art, Biała Podlaska

## Ważniejsze wystawy zbiorowe
- 2011 – Centrum Kultury i Sztuki „Dwór Kossaków”, Górki Wielkie
- 2011 – „Collettiva di Pittura «Colori di Malopolska» per Giovanni Paolo II ([„Wystawa zbiorowa «Barwy Małopolski» dla Jana Pawła II”), Acuto (Włochy), Chiesa de San Sebastiano; Serrone (Włochy), Ostello della Vecchia Stazione; Boville Ernica (Włochy), Biblioteka
- 2012 – „Picturesque atmosphere of Małopolska through the paintings of contemporary artists”, Stałe Przedstawicielstwo RP przy UE, Bruksela, Belgia
- 2012 – Galeria „Na Piętrze”, Koszalin
- 2013 – „Barwy Małopolski» dla Jana Pawła II”, Muzeum Archidiecezjalne, Kraków
- 2014 – „Vielfalt im Ausdruck – Kunst aus Polen”, Galerie grenzArt, Hollabrunn, Austria
- 2014 – „Barwy Małopolski» dla Jana Pawła II”, Galeria na Krużgankach, Centrum Wiara i Kultura, Hebdów,
- 2015 – „Barwy Małopolski» dla Jana Pawła II”, Muzeum w Gorlicach, Dwór Karwacjanów, Gorlice
- 2016 – Szawle, Litwa
- 2017 – Festiwal Sztuki Jeździeckiej, Centrum Olimpijskie, Warszawa
- 2019 – „Śladami przodków”, Galeria Bellotto, Warszawa
- 2019 – Wystawa Stała BWA „U Jaksy”  „Barwy Małopolski» dla Jana Pawła II”, zabudowania poklasztorne Zakonu Bożogrobców, Miechów

## Plenery malarskie, wystawy polenerowe
- 1999–2020 – Międzynarodowy Plener Malarski „Barwy Małopolski”, Biuro Wystaw Artystycznych „U Jaksy”, Miechów
- 1999 – Kazimierz Dolny
- 2004 – Muzeum Rolnictwa, Ciechanowiec
- 2004–2019 – „Sztuka bez Granic”, Dom Pracy Twórczej „Reymontówka”, Chlewiska
- 2004–2020 – Międzynarodowy Plener Malarstwa i Rzeźby, Platerów
- 2005 – Landsmeer, Holandia
- 2004–2020 – „Malarze i Rycerze”, Western Riding Treining Center „Furioso”, Stare Żukowice
- 2008 – Chust, Ukraina
- 2010 – Pečovská Nová Ves, Słowacja
- 2011 – Stróże k. Nowego Sącza, Muzeum Pszczelarstwa, II Plener Malarski
- 2011 – IV Międzynarodowy Plener Malarstwa i Rzeźby „Inspiracje Garbatka-Letnisko”, Kozienice
- 2012 – Międzynarodowy Plener Malarski „Sztuka bez Granic”, Kołaki Kościelne
- 2012 – Międzynarodowy Plener Malarski, Fajsławice
- 2012 – Plener Malarsko-Rzeźbiarski, Sianożęty
- 2015 – „Nida Art”, Nida, Litwa
- 2016 – I Dworskie Spotkania Artystyczne, Ropa
- 2016 – „Nida Art”, Preila, Litwa
- 2017 – „Zatrzymać czas”, Stacja Muzeum, Warszawa; Muzeum Kolei Wąskotorowej, Sochaczew
- 2017 – I Międzynarodowy Plener „Barwy Małopolskich Lasów”, Zakopane
- 2018 – „Zatrzymać czas”, Galeria „Schody”, Powiatowa Biblioteka Publiczna, Otwock
- 2018 – „Zatrzymać czas”, Centrum Edukacji Kampinoskiego Parku Narodowego, Izabelin
- 2018 – „Nida Art”, Druskienniki, Litwa
- 2018 – II Międzynarodowy Plener „Barwy Małopolskich Lasów”, Zakopane

## Publikacje
- Stanisław Piwowarski (redakcja), Marek Hołda (ilustracje): Legendy i podania ziemi miechowskiej[3], Miechów, Powiatowa i Miejska Biblioteka Publiczna im. Marii Fihel w Miechowie, 2012.

- Maria Słuszniak (redakcja), Marek Hołda (ilustracje): Ojczyźnie naszej, Polsce, bądźmy wierni[4]: bitwa miechowska 17 lutego 1863 roku w relacjach uczestników powstania styczniowego i świadków zniszczenia miasta, Miechów, Powiatowa i Miejska Biblioteka Publiczna im. Marii Fihel w Miechowie, 2018.[5] ISBN 978-83-937400-2-4.